# Abel Brillanceau
Abel Brillanceau est un géologue et pétrographe français de l'École nationale supérieure d'ingénieurs de Poitiers (anciennement ESIP).
Il est né le 18 décembre 1932 à Menomblet, en Vendée, et mort du paludisme foudroyant le 27 février 1989 au cours d'une mission au Cameroun.
Son collègue et ami Michel Brunet, qui restera longtemps frappé par la mort de son collègue comme il l'exprime dans cette citation : « J'en garde encore un profond sentiment d'injustice, c'est moi qui l'ai fait venir, lui qui y est resté. », lui a rendu hommage en surnommant « Abel » le premier fossile d'Australopithecus bahrelghazali découvert au Tchad par son équipe en 1995,.
Son nom a été donné à l'amphithéâtre de l'ENSIP, et à une rue de Poitiers dans le quartier du Pâtis.

## Pour approfondir